# グイド・ケルヒャー
グイド・フィリップ・キリアン・ケルヒャー(独:Guido Philipp Kilian Karcher、1844年7月8日 - 1905年12月27日)は、ドイツの海軍軍人。最終階級は海軍大将。

## 経歴
1844年7月8日、プロイセン王国ザールブリュッケンに生まれる。1859年にプロイセン海軍へ入隊し、1861年、士官候補生となる。翌1862年から1864年まで、フリゲート艦ガツェレに乗艦し、北京条約の下アジアを航海。1865年に海軍下級少尉(Unterleutnant zur See)に昇進する。1869年、ケルヒャーはコルベット艦エリーザベトとともにスエズ運河の開通式に出席。1873年から1875年まで、フリゲート艦アルコナの一級航海士を務める。1876年には海軍少佐(Korvettenkapitän)へ昇進し、ドイツ帝国海軍本部付となる。1881年から1883年まで、コルベット艦カローラとともに南洋航海し、海軍大佐(Kapitän zur See)へ昇進、再び海軍本部付となる。翌1884年にはコルベット艦ビスマルクへ乗艦し、艦隊指揮官としてカメルーンで戦闘を繰り広げる。その戦いの後、海軍少将(Konteradmiral)へ昇進したケルヒャーは帝国海軍ヴィルヘルムスハーフェン造船所に移動する。1893年には連邦海軍事務局の海軍部門局長に就任。同時に事務局議会代表代理も兼ねる。1895年に北海の海軍補給基地のトップに就いた後、1899年海軍大将(Admiral)へと昇進した。1905年12月27日にヴィースバーデンで死去。
彼の甥には海軍中将(Vizeadmiral)のヘルムート・ハイエがいる。